# Miha Vrhunec
Miha Vrhunec, slovenski veleposlanik, * 31. maj 1946, Ljubljana.

## Odlikovanja in nagrade
Leta 2001 je prejel častni znak svobode Republike Slovenije z naslednjo utemeljitvijo: »za požrtvovalno delo v dobro slovenske države«.